# Moskwitjanin

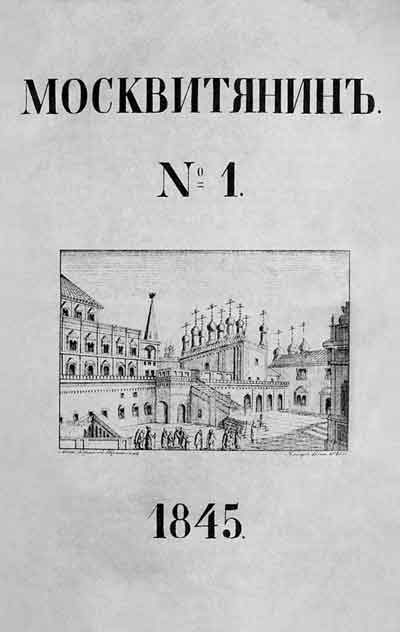
The Cover of #1, 1845 magazine

Der Moskwitjanin (russisch Москвитя́нин, dt. etwa „Der Moskauer“) war eine russische wissenschaftlich-literarische Zeitschrift, die in Moskau in den Jahren 1841 bis 1856 von Michail Pogodin herausgegeben wurde.

## Geschichte
Bis 1849 erschien sie monatlich, danach zweimal pro Monat. Mitarbeiter Pogodins waren unter anderem S. P. Schewyrew, I. I. Dawydow, Fjodor Glinka und Wladimir Dal. Aus der Sicht der sowjetischen Literaturwissenschaft galt die Zeitschrift als Organ des großwirtschaftlichen (d. h. wohlhabenden) Bürgertums der 1840er und 1850er Jahre und vertrat die Position der vom russischen Kaisertum geförderten nationalen russischen Volkstümlichkeit.
In der ersten Ausgabe der Zeitschrift entwickelte Schewyrew in einem Artikel die berühmte Formel, die Epoche Nikolaus I. charakterisiere „Orthodoxie, Autokratie, Volkstum“. Diese stimmte vollkommen mit der patriotischen Stimmung des Wirtschaftsbürgertums überein, die nicht einmal an scharfe Kritik am Leibeigenen-Staat dachte. Ebenso gesetzmäßig trat der Moskwitjanin gegen die deutsche Philosophie ein, die die Geister sowohl des Adels wie auch der entstehenden demokratischen Intelligenz beherrschte.
In der kurzen Periode der Herausgeberschaft von Iwan Kirejewski (Januar bis März 1845) wurde der Versuch unternommen, Pogodin und Schewyrew aus der Leitung der Zeitschrift zu entfernen und ihre Ausrichtung neu zu orientieren. Zwischen der Gruppe des Moskowitjanin sowie den Moskauer Slawophilen mit Alexei Chomjakow an der Spitze existierten keine prinzipiellen Unterschiede in der Sicht auf den Westen und Russland, obwohl Letztere auch Kritik an der Zeitschrift übten. Aber im Gegensatz zu den slawophilen Gutsbesitzern, die sich am patriarchalen, seinem Herren ergebenen Bauern orientierten, legte der Moskowitjanin seinen Schwerpunkt auf das Wirtschaftsbürgertum.
In der Zeitschrift wurden Werke von Aleksandr Weltman, Pjotr Wjasemski, Fjodor Glinka, Nikolaj Gogol (Szenen aus dem Revisor und Rom), Wladimir Dal, Wassili Schukowski, Michail Zagoskin, Karolina Pawlowa, Nikolai Jasikow und Dmitrij Oznobischin gedruckt, außerdem die Werke berühmter Wissenschaftler: Ismail Sreznewskij, Hyacinth Bitschurin, Alexander Hilferding, Iwan Zabelin, Fjodor Buslaew, Iwan Snegirjow.
Die Ausrichtung Pogodins wurde von den Mitgliedern der „jungen Redaktion“ des Moskowitjanin vertieft und fortgesetzt, denen Pogodin die Zeitschrift 1850 übergab und der unter anderem Alexander Ostrowski, Jewgenij Edelson sowie Tertij Filippow angehörten. Eines der sichtbarsten Mitglieder dieser Gruppe, Apollon Grigorjew, erklärte den Slawophilen:

„Überzeugt wie ihr, dass der Unterpfand der Zukunft Russlands nur in den Klassen Russlands erhalten ist, die Glaube, Sitten und die Sprache der Väter bewahrt haben, in Klassen, unberührt von der Falschheit der Zivilisation, nehmen wir als solche nicht ausschließlich den Bauernstand: in der Mittelklasse, unter Unternehmern, in der Kaufmannschaft, sehen wir hauptsächlich die uralte Rus.“

Gleichzeitig war es nicht so, dass die „junge Redaktion“ keine neuen Tendenzen in die Zeitschrift eingeführt hätte. Es gelang ihr beispielsweise, sich in bedeutendem Ausmaß von der offiziellen Volkstumsideologie freizumachen, die Pogodin vollkommen beherrschte. Gleichzeitig blieben die grundlegenden Tendenzen der Zeitschrift, besonders die negative Einstellung zu den Westlern, unverändert. In der Zeitschrift wurden die Werke von Iwan Gorbunow, Dmitri Grigorowitsch, Pawel Melniko, Ostrowskij, Alexei Pisemskij, Fjodor Tjuttschew, Jakow Polonski, Afanassi Fet, Nikolai Schtscherbina und Lew Mei gedruckt, außerdem Übersetzungen von Dante, Goethe, George Sand und Walter Scott.
Das Fiasko des Krimkrieges, dass die Zersetzung des feudalen Regimes aufdeckte und die Klassengegensätze vertiefte, machte die weitergehende Idealisierung des Patriarchats unmöglich. Der zu dieser Zeit äußerst schwach gelesene Moskwitjanin wurde 1856 geschlossen. Doch zu Beginn der 1860er Jahre vereinigten sich Apollon Grigorjew, Alexei Pisemskij, Aleksandr Ostrowskij, Jewgenij Edelson und weitere Mitglieder ihrer Redaktion um die Untergrundzeitschriften der Brüder Michail und Fjodor Dostojewskij, Wremja und Epocha, und führten damit die slawophilen Ideen (in liberalerer Form) organisch weiter.